# ۲۶ شوال
۲۶ شوال، بیست و ششمین روز از ماه شوال در تقویم هجری قمری است.
در تقویم هجری قمری قراردادی این روز دویست و نود و دومین روز سال است.